# 두르베시

시 문장

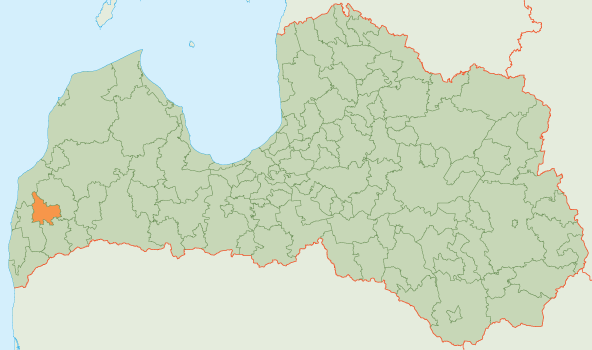
두르베 시의 위치

두르베시(라트비아어: Durbes novads)는 라트비아의 지방 자치체로 행정 중심지는 리에지이며 면적은 320.7km2, 인구는 3,401명(2009년 기준), 인구 밀도는 11명/km2이다. 1개 도시, 4개 교구를 관할한다.